# Barna (okręg Bacău)
Barna – wieś w Rumunii, w okręgu Bacău, w gminie Parincea. W 2011 roku liczyła 32 mieszkańców.